# Square Pau-Casals
Le square Pau-Casals est un square du 15e arrondissement de Paris.

## Situation et accès

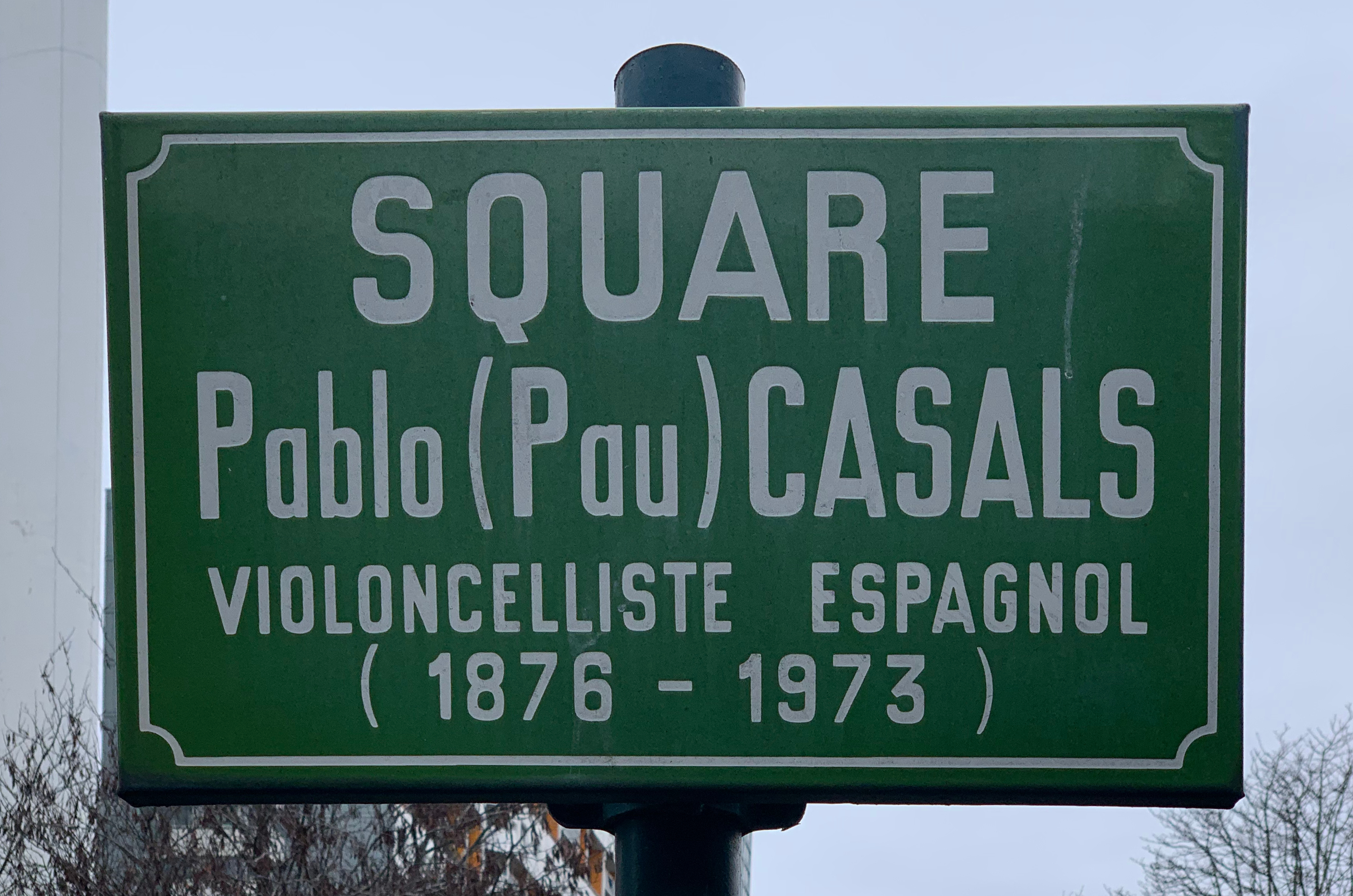
Panneau du square.

Le site est accessible par le 41, rue Émeriau.
Il est desservi par la ligne 10 à la station Charles Michels.

## Origine du nom
Cet espace vert rend hommage à Pablo Casals, ou Pau Casals (1876-1973), un violoncelliste, chef d'orchestre et compositeur Catalan.